# 新福寺 (飯能市)
新福寺（しんぷくじ）は、埼玉県飯能市にある真言宗智山派の寺院。

## 歴史
1492年（延徳4年）に開山された。開山を含む初期の住職の詳細は不明で、1648年（慶安元年）寂の第6世住職の賢宥以降の歴史しか伝わっていない。江戸時代は浅間神社の別当寺であった。
1874年（明治7年）に地域で発生した火災で類焼したが、本尊などの什物は何とか運び出すことに成功した。

## 交通アクセス
- 路線バス新寺停留所より徒歩5分。